# 将監風致公園
将監風致公園（しょうげんふうちこうえん）は、宮城県仙台市泉区将監に位置する風致公園である。
将監沼、沼を囲む傾斜地、そして、傾斜地の上に広がる造成地の一部に広がる。西側に仙台市立将監中央小学校、将監公園、仙台市立将監西小学校、仙台市立将監中学校が並び、北側に泉郵便局、将監ふれあい公園、仙台市将監市民センター、仙台市将監児童センターなどが並んでおり、将監地区の動線が当園周囲に集まっている。

## 将監沼

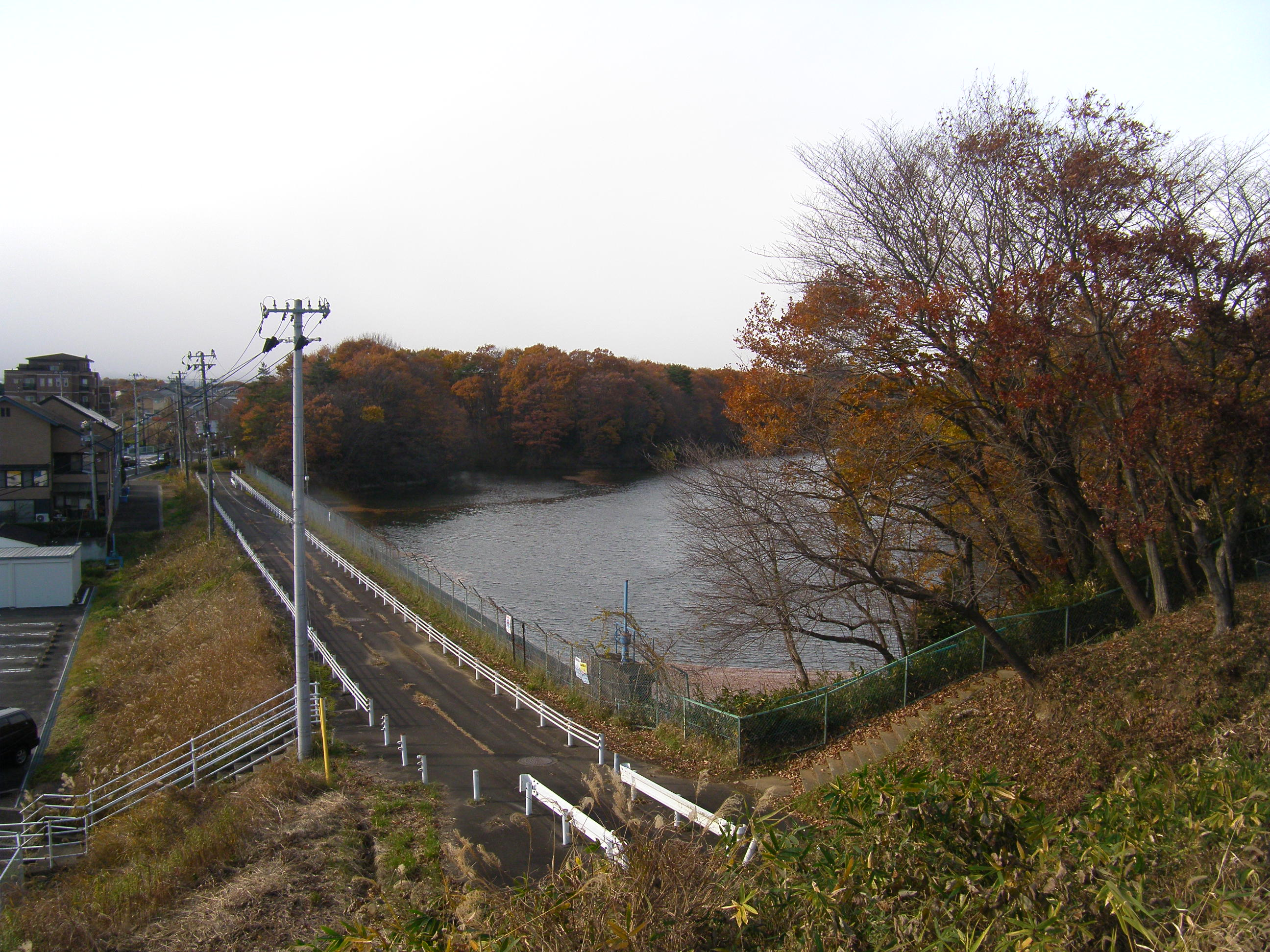
将監沼の堤防（2008年11月）

松島丘陵から出る樹枝状丘陵に挟まれた沢の出口に堤防を築いて造られた人造湖である。将監堤とも呼ばれる。
後藤寿庵の治水工事に共感した横澤将監（ともにキリシタン）が当地の農民を説得して、寛永年間（1624年～1643年）に築堤し、七北田川左岸の河岸段丘（現在の泉中央地区）に広がる棚田への灌漑用水として用いた。
横澤将監から、当溜め池は「将監沼」あるいは「将監堤」と呼ばれる。また、1968年（昭和43年）から7年かけて将監沼周囲の丘陵を造成して造られた住宅地も「将監」と命名された。